# 椎名桂子
椎名 桂子（しいな けいこ、6月1日 - ）は日本の女優。
東京都出身。元・よしもとザ・ブロードキャストショウ。
ジャーナリストの椎名桂子（しいな かつらこ）とは別人。

## 来歴
高校演劇経験後、大阪芸術大学に進学と共に大阪へ移住。在学中から、舞台・映像作品に参加。卒業後出演した映画『車輪の上』、Webドラマ『あの朝のハムエッグ』をきっかけに吉本興業にスカウトされ、2004年5月、劇団「よしもとザ・ブロードキャストショウ」に加入。その後は、舞台を中心に活動。
2006年より、芸能事務所「S.A.B.カンパニー」へ劇団ごと移籍。演劇集団「ザ・ブロードキャストショウ」メンバーとして活動。すべての公演で制作業務にも携わる。
2016年３月３１日退所。
2016年４月１日KELLY POP’S DESIGN設立、活動中。

2003年完成映画『車輪の上』で多くの賞を受賞。
映画『あかりの里』では、主役の大木涼子役を好演。
ヒロインから老け役まで多くを演じてきたが、近年では悪役にも定評がある。

## 人物
身長:163cm。B:88cm、W:62cm、H:90cm。靴のサイズ:24.5cm。血液型:B型。
特技：スキー、サッカー。
趣味：紅茶・ハーブティー・カフェ巡り。

## 受賞歴

### 車輪の上
（2002年撮影 35mm/color/40min）03年完成・上映
- 水戸短編映画祭 ノミネート上映（2003年）
- ベルリンキンダーフィルムフェスティバルノミネートin青山子供の城（2003年）
- 横浜学生映画祭 最高得点賞／俳優賞（齊藤桂子名で受賞）（2003年）
- 宝塚映画祭 グランプリ
- ベラルーシ ミンスク国際児童青少年映画祭 短編グランプリ（招待により映画祭出席）（2004年）
- あきた十文字映画祭 北の十文字賞（招待により映画祭出席）（2005年）
- ワシントンD.C. インディペンデントフィルムフェスティバル 外国語映画オーディエンス賞（2005年）
- TSUTAYAインディーズフィルムフェスティバル ノミネート（2005年11月～06年全国TSUTAYAにてレンタル）

## 出演

### 映画
- アージュシター ／北条監督作品／（1997年）しいな役
- 12通の手紙 ／ハン・ウ・ジョン監督作品／（1998年）主演：明子役
- 奈落の果て ／相木悟監督作品／（1999年）ヒロイン：児玉峰子役
- オウサキルサ ／石川幸典監督作品／（2000年）ヒロイン：陽子役
- 世界の終わる日 ／有田直樹監督作品／（2000年）主演：七海役
- 車輪の上 ／水落拓平監督作品／（2002年）主演：清水秀子役
- あかりの里 ／横田丈実監督作品／（2006年）主演：大木涼子役
- Golden Afternoon ／石川幸典監督作品／（2008年）ヒロイン役
- 絵姿女房＆ツギハギ／UC's監督作品／（2013年）ヒロイン役
- SEVENSTARS ／石川幸典・Sachiyo・道平史共同監督作品／（2015年）
- 歌ってもいいですか ／石川幸典監督作品／（2015年）母親役

### テレビ
- NHK
  - 歴史秘話ヒストリア
    - 208回『悪女の涙が日本を救った!?〜日野富子 足利将軍家の妻、母〜』（2015年2月18日、NHK） - 今参局 役

### MC
- YAMAHAミュージックフェスティバル「虹の冒険」（2008年6月）- 虹の精 役
- イベント
- 結婚式

### ラジオドラマ
- STORY FOR TOW

### VP
- あの朝のハムエッグ（リクルート・イサイズ 住宅情報ネット）／主演：ゆっこ役
- 日本一たい焼 ナレーション（たい焼マン）

### CM
- 薬局系

### 舞台

#### スペクトラム時代
（97年-2000年）…つかこうへい、野田秀樹作品など5作品上演
- 優しい日本人制作（1998年）
- 熱海殺人事件～モンテカルロイリュージョン～ 出演（1998年）
- モンタージュ 制作（1999年）
- 銀ちゃんが逝く 演出助手（1999年）
- 贋作・罪と罰 制作（1999年）

#### dd69時代
（01年-05年）…オリジナル作品（アングラ寄り）を5作品上演
- 下柳剛の殺人アウトロー 制作（2001年）
- 即凶太郎 出演・制作（2002年）
- おばけのdd69ちゃん 出演・制作（2003年）
- けむら山ツイスト 出演・制作（2004年）
- 痘痕のエクボちゃん 出演・制作（2004年）

#### よしもとザ・ブロードキャストショウ時代
（04年-06年）
- 青空のある限り（2004年）
- 愛したい。殺したい。 ／主演（2005年）
- 道頓堀恋一路 道頓堀ゑびす座（2005年）

#### 株式会社S.A.B.カンパニー/演劇集団ザ・ブロードキャストショウ時代
（06年-16年）
2006年
- キラキラ、ヒカレ ／制作
- 道頓堀の一番星
- リンダリンダ
- 夢から醒めて ／制作
- 殺しの前に、乾杯を
- スタア ／制作

2007年
- オールディーズバッドゴールディーズ
- カレーなる一族 制作
- メリークリスマスMr.チャーリー

2008年
- Dr.KY診療所 ／制作
- 憎しみは五色の朝日に消えて
- 温羅の千年～もう一つの桃太郎伝説～

2009年
- おかしな二人
- 俺たちの明日はこのマグナムに聞け
- お題は未定（仮）
- 音楽劇・この胸のときめきを ／制作

2010年
- ママはダンスを踊らない／制作
- エアポート'97 ／制作

2011年
- MOON CHILD
- 音楽劇・この胸のときめきを

2012年
- ダブリンの鐘つきカビ人間
- The Last Spirits of Swords
- shape of Love ～さまざまな愛のかたち～ 11/17
- PREECIOUS ～12時の鐘が鳴るまでに～ 12/1
- 楽屋物語
- 甘梨 ACCIDENTAL OFF-SIDE 12/22・23

2013年
- at Home 2/8
- いのちの物語 2/20・21
- Scenery of Shiinaly
- Angel Dust
- Sagittarus

2014年
- Breathe One's Last
- 想い出のグリーングラス

2015年
- 温羅の千年～もう一つの桃太郎伝説～2015（高野陽子作、一心寺シアター倶楽）

#### 外部・客演出演
1997年
- The Show Must Go On

1998年
- Sound of Music（学校公演）

1999年
- アイスクリームマン KUTO-10

2000年
- キレレレのイエロー クロムモリブデン

2001年
- えちうど 水の会
- GHOST GOES GEAR-惑星より愛をこめて KUTO-10／衣装

2002年
- 凪の七草夏菜つみ 黄金企画　05月
- リバーシブルシアター この荒野の物語 シアターシンクタンク万化　10月

2003年
- 春の音、曇天。をつけてみる 深津篤史企画
- 鎌田行進曲 〜BACK TO THE FUTURE〜 激富
- ソドムの中 黄金企画×クロムモリブデン

2004年
- 音楽が呼んでいる ニュートラル
- ボウリング犬エクレアアイスコーヒー クロムモリブデン

2005年
- 浄火 焚火の事務所（再演多数）
- 我愛イ尓～War I need～ 劇団往来（再演多数）
- 予告殺人 劇団往来

2006年
- ワスレノコリ 焚火の事務所（再演多数）
- もうひとりの君に～夏子 劇団往来（再演多数）

2007年
- 赤いハートと蒼い月 劇団往来（再演多数）

2008年
- セチュアンの善人 劇団往来

2009年
- Mrs.サベッジ 劇団往来

2011年
- カタツムリたちの病室 劇団往来

2012年
- 秀吉死す！ 激富スペシャル2012

2013年
- Angel Fang～天使の牙～ 激富2013

2014年
- 法螺～A PACK OF LIES～ ドラマティックカンパニー×激富2014
- ダブルジュー 劇団往来

2015年
- ZEN～Filled with ZEN～ 激富2015

2021年
- 極悪鬼道[1]

2024年
- シアワセサンカ[2]

#### KELLY POP’S DESIGN設立
2016年
- SETSUNA-時代に愛されなかった男- 表現集団infinity
- RANPO CHRONICLE-虚構のペルソナ-　TUFF STUFF
- 小麦色の冬-Can’t Live without UDON-　激富

2017年
- 夢幻能劇-野望の時代Ⅱ-　劇団グスタフ
- PRIDE OF CHIKEN-思シ出ヅル刻-　激富2017
- 小麦色のつゆ-Can’t Live without UDON-　激富×ドラマティックカンパニー
- 家族百景　七味の一味
- 描かれる詩　infinity企画　9/22-24
- Vapor Trail-ひこうき雲- 激富2017

2018年
- 四則演算　イロナイ　4/5-8
- 追想のエレジー　踊る！ムツキカ！！
- ダッシュ！！！Take by force　激富2018
- はいどーも　タイソン大屋
- スセリ台本劇場
- 普通の女
- ハナミズキ　激富絵巻

2019年
- ミュージカルCOSMOS　ソアーズミュージカルプロジェクト
- くるおしき綾、絢爛なれ　小川細川企画　2/28-3/3
- Vapor Trail-想いの真ん中-　激富2019　5/8-12
- 自由を我らに　カプセル兵団　5/28-6/2
- ある日のテン
- はいどーも　タイソン大屋
- 普通の女　7/13-15
- 売り言葉　エレベーター企画　9/5-8
- 踏切のサーカス　ヨドミ　10月
- VITAL MAX　激富2019　12月

2020年
- 妄想Byron　2/15-16
- ガラ版　顔　ガラプロ
- アシュラ　平熱43℃　3/25-29
- ニートアクターズ
- RANPO　Chronicle　彼岸商店　　TUFF　STUFF　8/15-19
- マシーネンナハトムジカ　蛇ノ目企画　10/29-11/3
- 働くサバたち　サバ缶　12/11-13

2021年
- 蟲を解放つ。 長田三栄町プロデュース
- END OF THE DAY-あすくる-　激富2021
- 銀河旋律　ムラ・エンターテインメント
- 世もおかしな物語　岸野組

### ライブ・音楽・朗読ミュージカル関係

#### K.P.D.設立以降
2017年
- 丸田章代バースデーライブ
- 激唄
- クリスマスライブ

2018年
- バースデーライブ
- ハロウィンライブ
- クリスマスライブ

2019年
- ミュージカルCOSMOS　DVDリリースライブ
- バースデーライブ
- SOCハロウィンナイト
- クリスマスライブ

2020年
- 1月定例ライブ中野バンド
- 6/1バースデーライブ
- 七夕ライブ
- 椎名桂子反戦歌を唄う
- 月歌ライブ
- ハロウィンライブ
- 花様de紅葉
- SOC紅葉祭り
- クリスマスライブ

2021年
- KEIKOとSHOKOの朗読ミュージカル
- 8/8葉っぱの日

## 出版物

### 写真集
- 椎名桂子ミニフォトブック（2016年、K.P.D.）